# GE Aviation
GE Aviation is een dochteronderneming van General Electric, met zijn hoofdkantoor in Evendale, Ohio, in de buurt van Cincinnati.
GE Aviation is een van de belangrijkste leveranciers van vliegtuigmotoren en biedt motoren voor de meeste commerciële vliegtuigen. GE Aviation maakt deel uit van het conglomeraat General Electric, een van 's werelds grootste ondernemingen. De divisie opereerde tot september 2005 onder de naam General Electric Aircraft Engines (GEAE). De belangrijkste concurrenten van GE Aviation op de motorenmarkt zijn Rolls-Royce en Pratt & Whitney. GE exploiteert twee joint ventures met Safran Aircraft Engines uit Frankrijk, CFM International en CFM Materials.